# Алавідзе Вілен Сидорович
Вілен Сидорович Алавідзе (15 листопада 1937, тепер Грузія — ?) — грузинський радянський державний діяч, 1-й секретар Тбіліського міського комітету КП Грузії. Депутат Верховної ради Грузинської РСР 10-го скликання. Депутат Верховної Ради СРСР 11-го скликання (в 1987—1989 роках).

## Життєпис
У 1960 році закінчив Грузинський політехнічний інститут імені Леніна в Тбілісі.
З 1960 року — інженер, старший інженер спеціального конструкторського бюро із сільськогосподарської техніки.
Член КПРС з 1963 року.
До 1987 року — 1-й секретар Жовтневого районного комітету ЛКСМ Грузії міста Тбілісі; секретар, 2-й секретар, 1-й секретар Тбіліського міського комітету ЛКСМ Грузії; інспектор відділу ЦК КП Грузії; 1-й секретар Ленінського районного комітету КП Грузії міста Тбілісі; інструктор відділу ЦК КПРС; 2-й секретар Абхазького обласного комітету КП Грузії (на 1980 рік); завідувач відділу ЦК КП Грузії
У 1987 — травні 1988 року — 1-й секретар Тбіліського міського комітету КП Грузії.
З 1990-х років — член Президії Академії національних та соціальних відносин Грузії в місті Тбілісі.

## Нагороди
- орден Жовтневої Революції
- два ордени «Знак Пошани» (25.08.1971, 19.03.1981)
- медалі